# Anglosaský futhork
Anglosaský futhork je jedním ze způsobů zápisu runových znaků. Jedná se o mladší runovou abecedu než je germánský futhark prostý a jeho název je odvozen od zvuku prvních run (F, U, Th, O, R, K). Vznikl okolo roku 800 n. l. Počet run vzrostl z původních 24 nejprve na 26, posléze až na 33. Znaky jsou rozděleny do tří skupin, tzv. aettů (psáno též ætt).

## Znaky
| Obrázek               | Unicode | Staroanglický název | Význam názvu   | Transliterace | IPA          |
| --------------------- | ------- | ------------------- | -------------- | ------------- | ------------ |
| Runa majetku          | ᚠ       | feoh                | majetek        | f             | [f], [v]     |
| Runa pratura          | ᚢ       | ur                  | pratur         | u             | [u(ː)]       |
| Runa trnu             | ᚦ       | þorn                | trn            | þ, ð, th      | [θ], [ð]     |
| Runa boha             | ᚩ       | ós                  | bůh            | ó             | [o(ː)]       |
| Runa jízdy            | ᚱ       | rad                 | jízda          | r             | [r]          |
| Runa pochodně         | ᚳ       | cen                 | pochodeň       | c             | [k]          |
| Runa daru             | ᚷ       | gyfu                | dar            | ȝ             | [ɡ], [j]     |
| Runa štěstí           | ᚹ       | wynn                | štěstí         | w, ƿ          | [w]          |
| Runa krupobití        | ᚻ       | hægl                | krupobití      | h             | [h]          |
| Runa potřeby či tísně | ᚾ       | nyd                 | potřeba, tíseň | n             | [n]          |
| Runa ledu             | ᛁ       | is                  | led            | i             | [i(ː)]       |
| Runa roku či úrody    | ᛄ       | ger                 | rok, úroda     | j             | [j]          |
| Runa tisu             | ᛇ       | eoh                 | tis červený    | eo            | [eːo]        |
| Runa neznámá          | ᛈ       | peorð               | (neznámý)      | p             | [p]          |
| Runa losa             | ᛉ       | eolh                | los            | x             | [ks]         |
| Runa Slunce           | ᛋ       | sigel               | Slunce         | s             | [s], [z]     |
| Runa Týru             | ᛏ       | Tiw                 | Týr            | t             | [t]          |
| Runa břízy            | ᛒ       | beorc               | bříza          | b             | [b]          |
| Runa koně             | ᛖ       | eh                  | kůň            | e             | [e(ː)]       |
| Runa člověka či muže  | ᛗ       | mann                | člověk, muž    | m             | [m]          |
| Runa jezera           | ᛚ       | lagu                | jezero         | l             | [l]          |
| Runa hrdiny           | ᛝ       | ing                 | Ing (hrdina)   | ŋ             | [ŋ]          |
| Runa pozemku          | ᛟ       | éðel                | pozemek        | œ             | [eː], [ø(ː)] |
| Runa dne              | ᛞ       | dæg                 | den            | d             | [d]          |
| Runa dubu             | ᚪ       | ac                  | dub            | a             | [ɑ(ː)]       |
| Runa jasanu           | ᚫ       | æsc                 | jasan          | æ             | [æ(ː)]       |
| Runa podrobení se     | ᚣ       | yr                  | podrobení se   | y             | [y(ː)]       |
| Runa úhoře            | ᛡ       | ior                 | úhoř, had      | ia, io        | [ja], [jo]   |
| Runa hrobu            | ᛠ       | ear                 | hrob           | ea            | [ea]         |